# Stade Léon-Bollée
El Stade Léon-Bollée es un estadio multiuso en la ciudad de Le Mans, Francia. El estadio fue inaugurado en 1914 el cual posee una capacidad de 17.000 personas. El club profesional de fútbol Le Mans UC72 disputó aquí sus partidos de liga hasta enero de 2011, cuando se inauguró el nuevo estadio de la ciudad el MMArena.

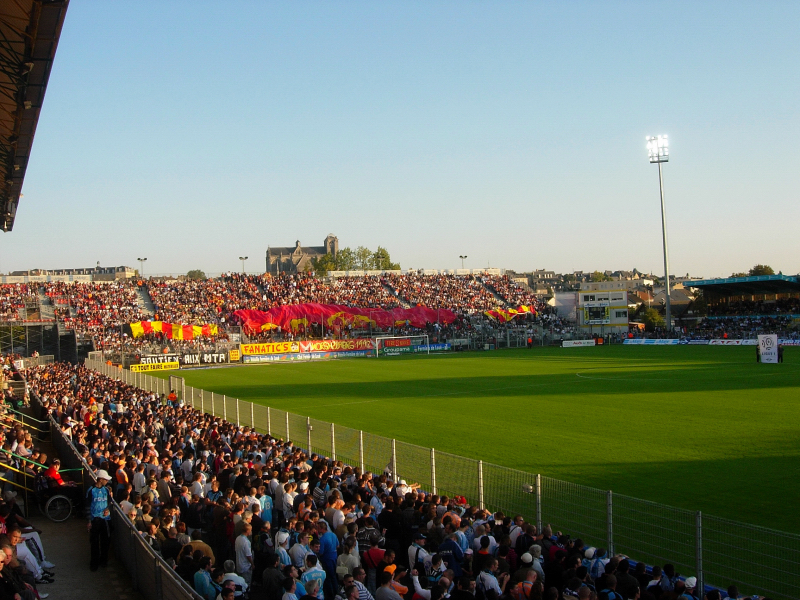
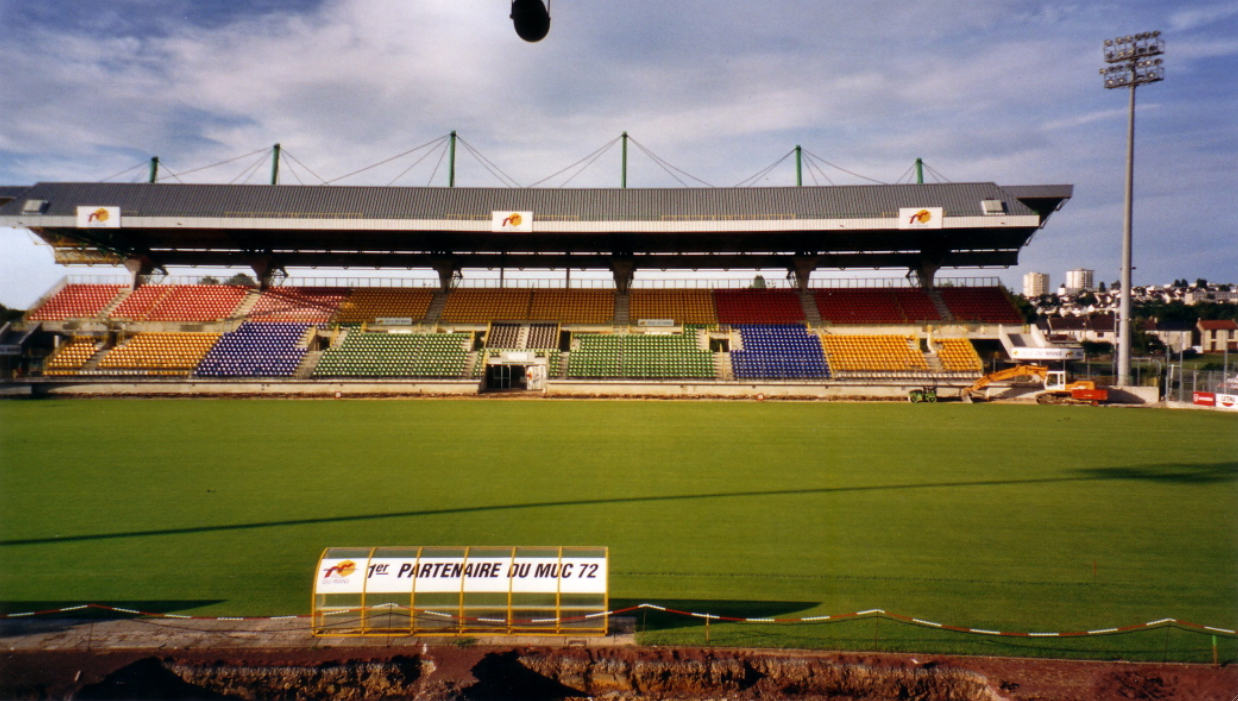